# Pozba
Pozba este o comună slovacă, aflată în districtul Nové Zámky din regiunea Nitra. Localitatea se află la altitudinea de 155 m deasupra n.m., se întinde pe o suprafață de 9,41 km2 și în 2017 număra 450 de locuitori.

## Istoric
Localitatea Pozba este atestată documentar din 1245.

## Demografie
| An:                | 1994 | 2004   | 2014    | 2024   |
| ------------------ | ---- | ------ | ------- | ------ |
| Număr de persoane: | 597  | 561    | 464     | 446    |
| Diferență:         |      | −6,03% | −17,29% | −3,87% |

| An:                | 2023 | 2024 |
| ------------------ | ---- | ---- |
| Număr de persoane: | 446  | 446  |
| Diferență:         |      | +0%  |